# Márta Kurtág

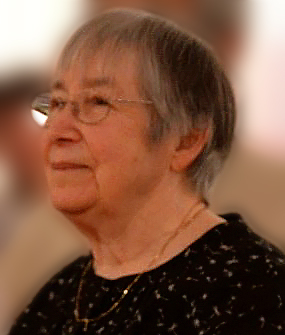
Márta Kurtág

Márta Kurtág, geboren als Márta Kinsker (Esztergom, 1 oktober 1927 – Boedapest, 17 oktober 2019) was een Hongaars pianiste. 
In 1947 huwde ze met de componist György Kurtág.
- Gemeinsame Normdatei: 134904559
- International Standard Name Identifier: 0000 0000 5552 1955
- Library of Congress Control Number: nr89004354
- MusicBrainz: df42987f-8c36-4ab7-9722-3f735ad58229
- Nationale Bibliotheek van Israël: 987007430188305171
- Système universitaire de documentation: 117624225
- Virtual International Authority File: 41684540
- WorldCat: E39PBJw4CKGM3Qm663fpJX4THC